# Jean III de Trébizonde
Pour les articles homonymes, voir Jean III.
Jean III de Trébizonde ou Jean III Grand Comnène (en grec : Ἰωάννης Γʹ Μέγας Κομνηνός, Iōannēs III Megas Komnēnos ; né vers 1321, mort en 1362) est empereur de Trébizonde du 4 septembre 1342 au 3 mai 1344.

## Biographie
Jean III Comnène est le fils de l’empereur Michel de Trébizonde (qui a régné quelques jours en 1341 puis de 1344 à 1349) et d’Acropolitissa, une fille de Constantin Acropolités.
Jean passe les premières années de sa vie à Constantinople où son père s’est exilé depuis 1297. Lorsque Michel devient empereur de Trébizonde pour quelques jours en 1341, avant d’être déposé et emprisonné par le Grand duc Jean l’Eunuque de Limnia, partisan d’Anne de Trébizonde, Jean est encore à Constantinople.
Cependant en 1342 les chefs des Scholarioi, Nikétas et Grégoire, lui rendent visite et le persuadent de retourner avec eux à Trébizonde et de revendiquer le trône. En septembre 1342 avec l’accord du gouvernement impérial byzantin et après avoir reçu le renfort de trois galères génoises qui portent sa flotte à un total de cinq navires, Jean et ses partisans font voile vers Trébizonde. Après un court mais féroce combat, aidés par une révolte populaire, ils prennent d’assaut la cité le 4 septembre. Après son couronnement, Jean III dépose et fait exécuter par strangulation l’impératrice Anne pendant que ses partisans sont mis à mort ou doivent s’exiler.
Jean III débute alors un règne de faiblesse pendant lequel il mène une vie dissolue tournée uniquement vers les plaisirs et la luxure. Le nouvel empereur ne fait aucun effort pour libérer son père qui demeure le captif du Grand Duc Jean l’Eunuque. Après le meurtre de ce dernier, Nikétas marche vers Limnia où il libère Michel de sa captivité. Il marche avec lui sur Trébizonde où il dépose Jean III le 3 mai 1344. Jean est banni par son père au monastère de Saint-Sabas où il est mis sous la garde des autorités byzantines pendant que Michel retrouve le trône pour un second règne. L’empereur déposé est ensuite transféré sur ordre de son père à Constantinople, puis en 1345 à Andrinople d’où il s’échappe en 1357. Il se réfugie à Sinope où il meurt en 1362.